# رهوة المسجد (حالمين)

تعديل مصدري - تعديل

رهوة المسجد هي إحدى قرى عزلة حبيل الريدة بمديرية حالمين التابعة لمحافظة لحج، بلغ تعداد سكانها 93 نسمة حسب تعداد اليمن لعام 2004.